# Rue Boissy-d'Anglas
Pour les articles homonymes, voir Boissy d'Anglas, Boissy et Anglas.
La rue Boissy-d'Anglas est une rue du 8e arrondissement de Paris. 

## Situation et accès
Longue de 372 mètres, elle commence à l'angle de l'avenue Gabriel et de la place de la Concorde et se termine au niveau du 5, boulevard Malesherbes.
Le quartier est desservi par les lignes 8, 12 et 14 à la station Madeleine et par les lignes 1, 8 et 12 à la station Concorde.

## Origine du nom

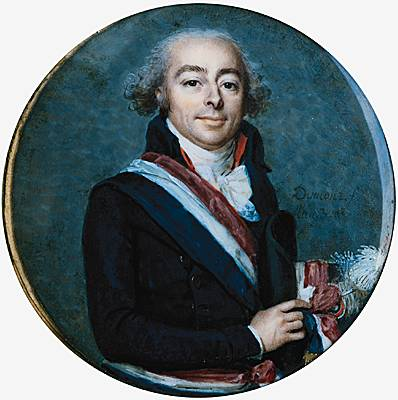
François Dumont, Portrait du comte François-Antoine de Boissy d'Anglas, vers 1795, Paris, musée du Louvre.

Cette voie rend honneur à  François-Antoine de Boissy d'Anglas (1756-1826) homme politique français.

## Historique
La rue était située dans le faubourg de la Ville l'Évêque. Elle est indiquée sur un plan de 1652. Elle s'appelait autrefois :
- « rue des Champs-Élysées », en vertu d'un arrêt du Conseil du roi du 11 mars 1768, et plus anciennement, « rue de la Bonne-Morue » (en souvenir d'une auberge à cette enseigne) et « rue de l'Abreuvoir-l'Évêque » dans la portion comprise entre la place de la Concorde et la rue du Faubourg-Saint-Honoré ;
- « rue de la Madeleine », car elle menait à l'ancienne église de la Madeleine, et plus anciennement, « rue de l'Abreuvoir-l'Évêque » et « rue de l'Évêque » dans la portion comprise entre la rue du Faubourg-Saint-Honoré et la rue de la Ville-l'Évêque (portion absorbée au XIXe siècle par le boulevard Malesherbes).

La rue a pris sa dénomination actuelle le 2 octobre 1865.
En vertu des lettres patentes du 21 juin 1757, les prévôts des marchands et échevins furent autorisés par le roi à disposer des terrains de la rue de la Bonne-Morue nécessaires pour établir les arrière-corps des bâtiments de la nouvelle place Louis-XV (actuelle place de la Concorde). L'article 8 disposait que : « Notre intention étant que les constructions des façades décorées qui termineront la place, ainsi que celles des maisons qui seront élevées, tant sur les faces des arrière-corps que sur celles des nouvelles rues, soient entièrement conformes aux dessins par nous approuvés et cy-attachés sous le contrescel de notre chancellerie, nous ordonnons auxdits prévôts des marchands et échevins d'y tenir la main et d'y assujettir les propriétaires particuliers des terrains auxquels ils jugeront à propos de permettre de construire eux-mêmes les façades de leurs maisons, tant sur la place que sur les rues aboutissantes. »
Suivant le plan annexé à ces lettres patentes, la rue de la Bonne-Morue devait prendre le nom de « rue Dauphine ». Les dispositions relatives à l'apparence des bâtiments à construire furent révisées par des lettres patentes du 30 octobre 1758 qui disposèrent que : « Les parties des bâtiments qui doivent former la place et ses abords ne seront sujettes à décoration et uniformité que dans les parties ci-après expliquées et suivant les plans attachés sous le contrescel de notre chancellerie ; savoir : les façades des grands bâtiments dans toute leur étendue sur la place et leurs retours sur les rues de la Bonne-Morue et de l'Orangerie ; à 20 toises ou environ de largeur à prendre du devant des murs en face des colonnades. »
La largeur de la rue fut fixée à 13 mètres par décision ministérielle du 22 prairial an V.
La rue était autrefois bordée de riches hôtels particuliers. Le baron Haussmann, préfet de la Seine, y a vécu dans un hôtel, démoli en 1911, qui avait abrité avant lui Laure Junot, duchesse d'Abrantès. Dans les années 1920, la rue Boissy-d'Anglas abritait Le Bœuf sur le toit, célèbre cabaret fréquenté notamment par Jean Cocteau.
La rue Boissy-d'Anglas est reliée à la rue Royale, parallèle, par deux galeries : la galerie Royale, qui abrite des magasins de luxe, et la cité Berryer, dite aussi Village royal, qui date du XVIIIe siècle. Un passage couvert (passage de la Madeleine) du milieu du XIXe siècle la relie également à la place de la Madeleine.

## Bâtiments remarquables et lieux de mémoire
- Nos 1-5 : ambassade des États-Unis en France ; pastiche de style néo-classique édifié entre 1931 et 1933 par les architectes William Delano et Victor Laloux.
- No 2 : hôtel de Crillon (entrée principale 10, place de la Concorde).
- No 9 : restaurant Farnesina
- No 11 bis : siège du tribunal militaire allemand (Gross-Paris Feldkriegsgericht) pendant la Seconde Guerre mondiale[2].
- No 15 : autrefois hôtel meublé Vouillemont, fondé en 1830 par Cécile Vouillemont. La reine consort des Deux-Siciles Marie, veuve du dernier roi des Deux-Siciles, François II des Deux-Siciles, y habita au début du XXe siècle. Dans les années 1930, Robert delle Donne, fils du propriétaire de l'hôtel, et sa sœur en firent un foyer de la vie intellectuelle et artistique où se croisaient leurs amis Luigi Pirandello, Jacques Maritain, Jean Cocteau, Max Jacob, Robert Desnos, Léon-Paul Fargue, Francis Picabia, Fortunat Strowski, Félix Youssoupoff, Maurice Rostand, Maurice Sachs, Stanislas Fumet, qui y succédaient à Paul Bourget, l'ambassadeur Camille Barrère et Pierre Louÿs, familiers des lieux du temps de la reine consort des Deux-Siciles[réf. nécessaire]. C'est aujourd'hui un hôtel Sofitel.
- No 16 : en 1889, la couturière Jeanne Lanvin[3] (1867-1946) ouvre sa première boutique de chapeaux dans l’entresol de cet immeuble[4] et, quatre ans plus tard, inaugure sa maison au 22, rue du Faubourg-Saint-Honoré[5]. On peut observer sur la façade, côté rue du Faubourg-Saint-Honoré, un cartouche portant la date de 1886. L’entresol, où débuta la couturière française, n’existe plus et a été remplacé par de hautes vitrines.
- No 24 : entrée de la cité Berryer (dite aussi Village Royal) qui s'étend jusqu'au 25, rue Royale ; emplacement de l'ancien marché d'Aguesseau, inauguré en juillet 1746.

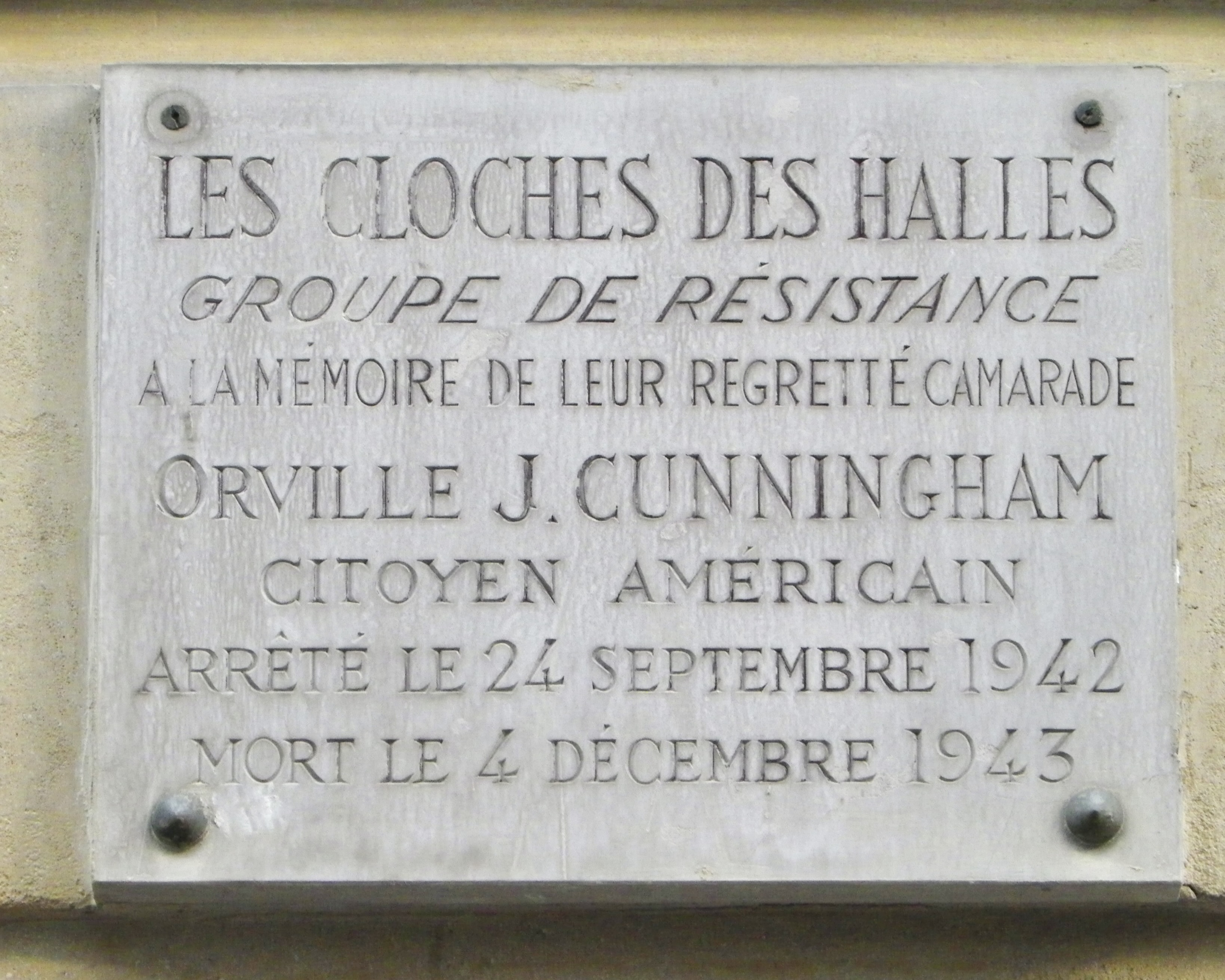
Plaque commémorative Orville J. Cunningham au 23, rue Boissy-d'Anglas à Paris.
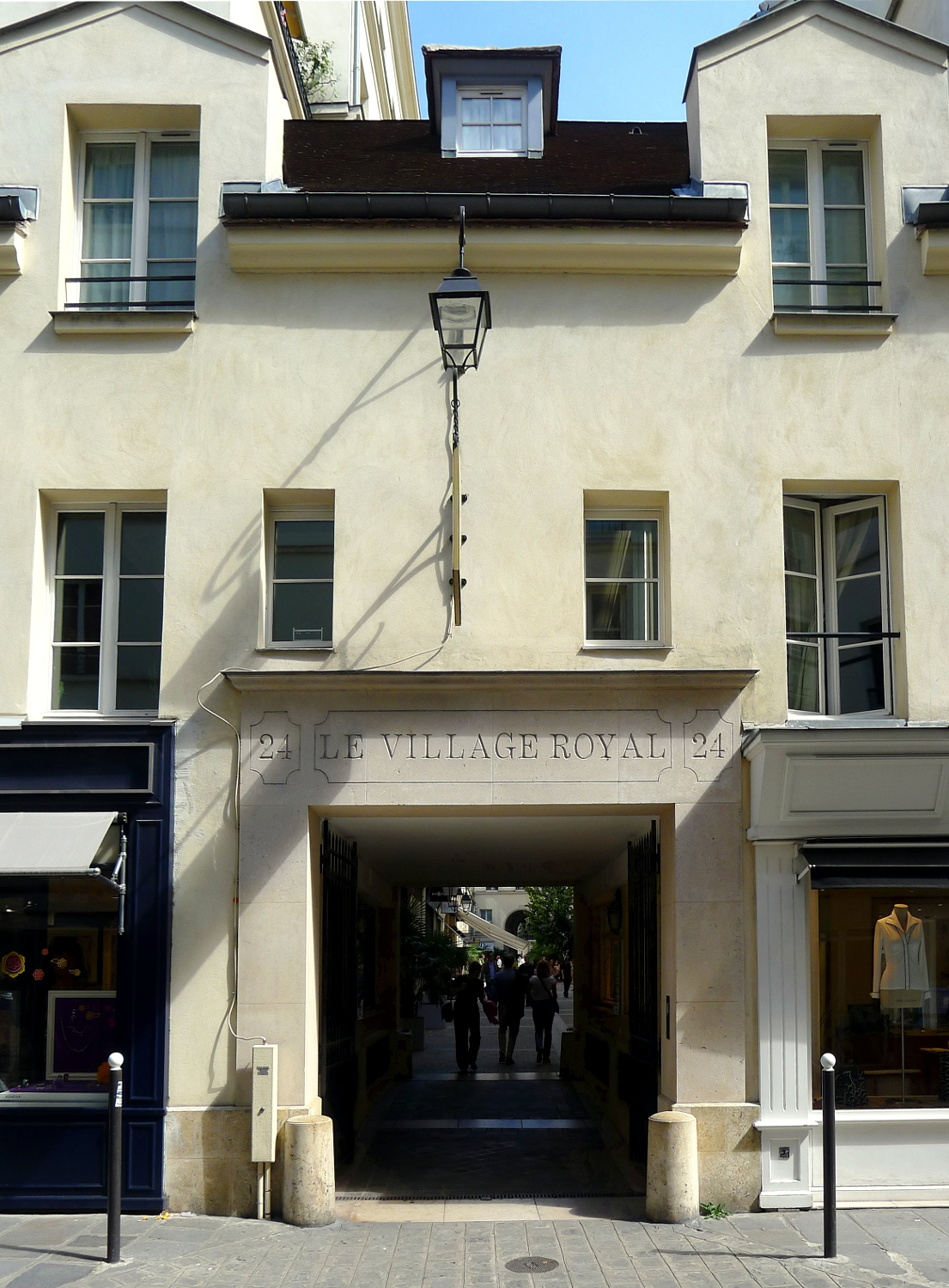
No 24, entrée de la Cité Berryer dite Village royal.
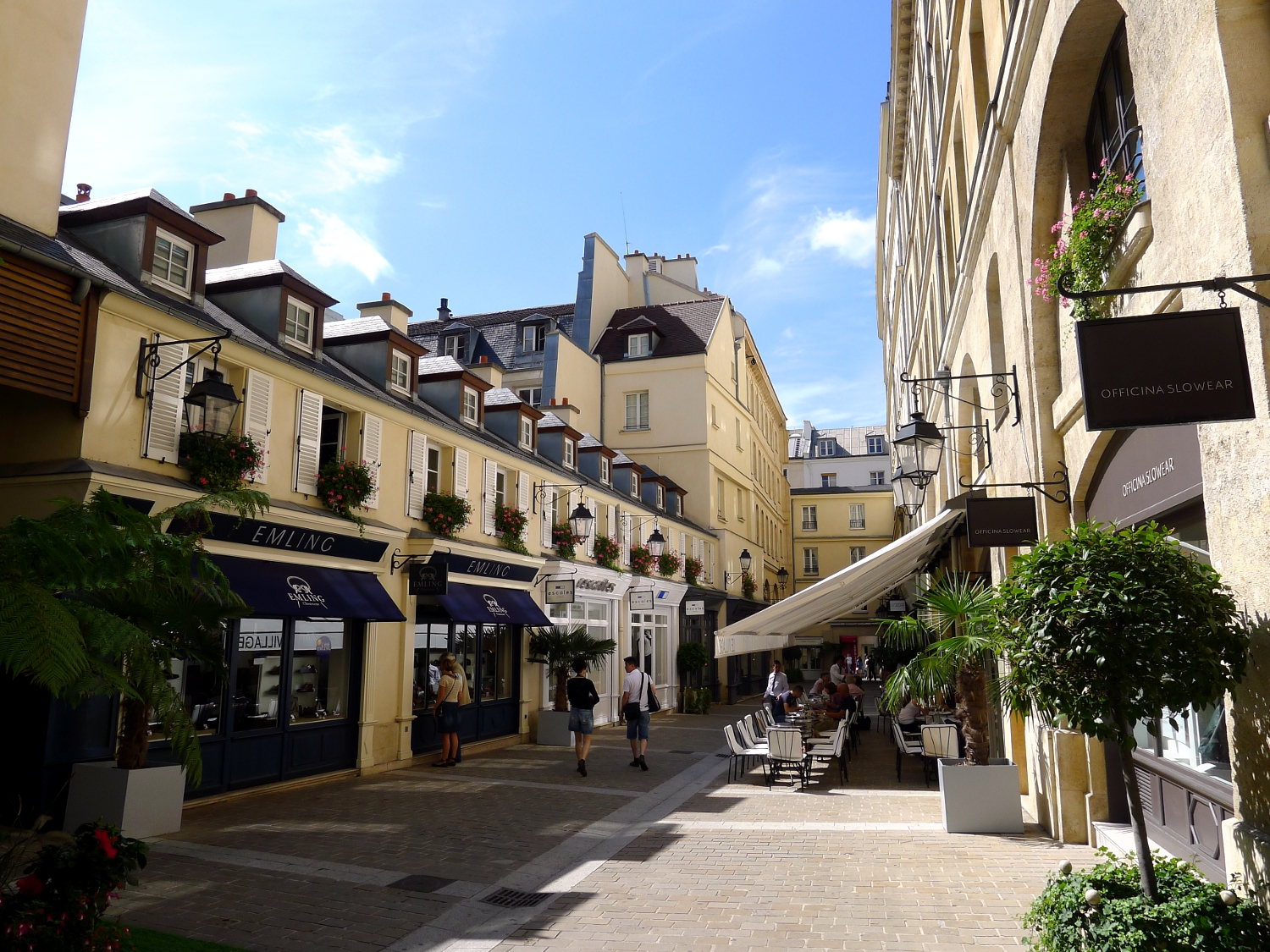
La cour intérieure.

- No 28 : le compositeur Jean-Baptiste Lully est mort dans une maison située à peu près à cet emplacement. L'immeuble actuel date du XVIIIe siècle. Le communard Paul Antoine Brunel y établit son quartier général le 22 mai 1871, lors de la Semaine sanglante. Après une taverne anglaise en 1910[6], il abrita, de 1922 à 1927, le célèbre cabaret Le Bœuf sur le toit[7], dont l'inauguration eut lieu le 10 janvier 1922. Un long procès le força à déménager en 1927 pour s'installer brièvement au no 21[réf. nécessaire].

Immeuble no 28
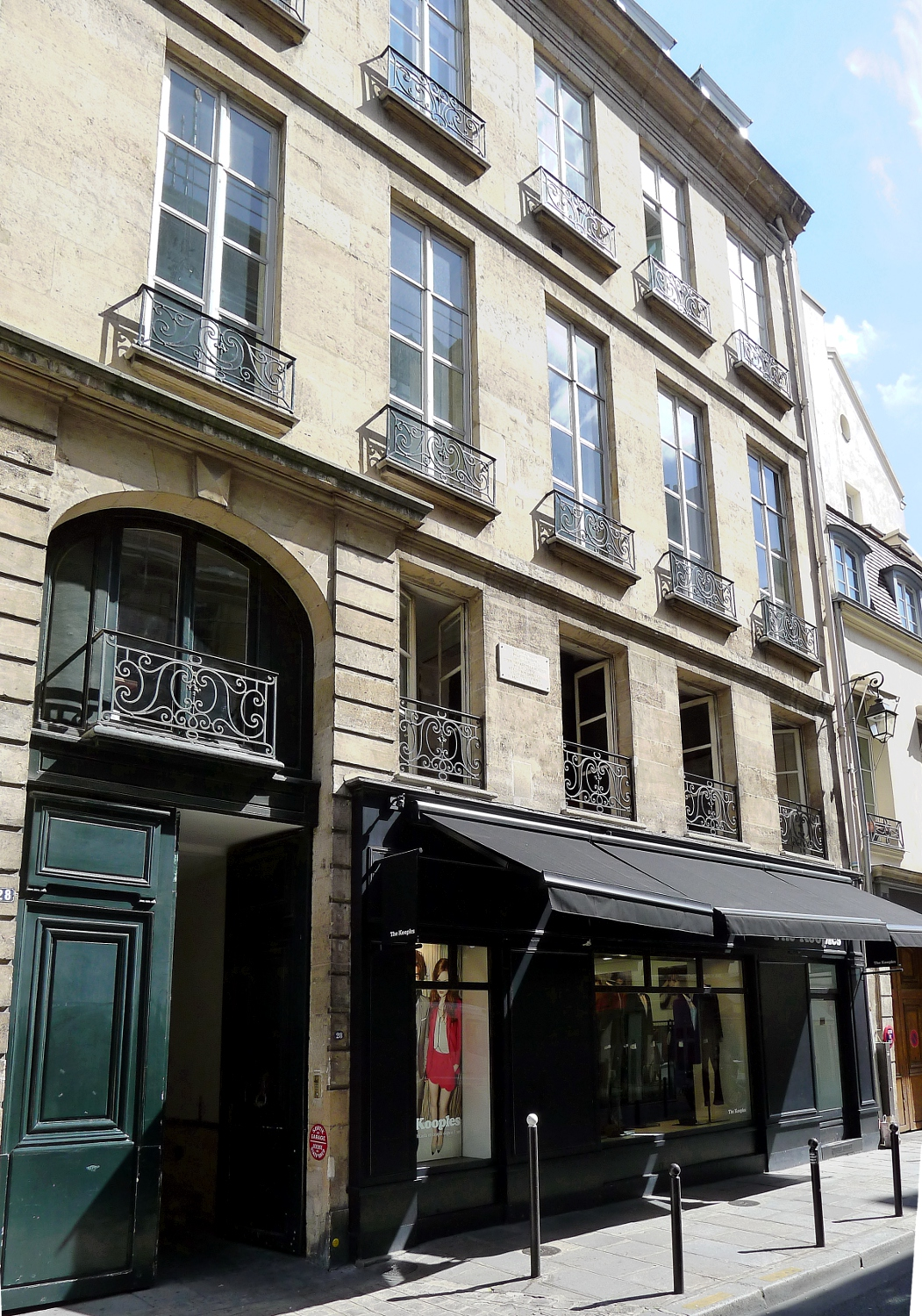
No 28, emplacement approximatif de l'immeuble où est mort le compositeur Jean-Baptiste Lully.
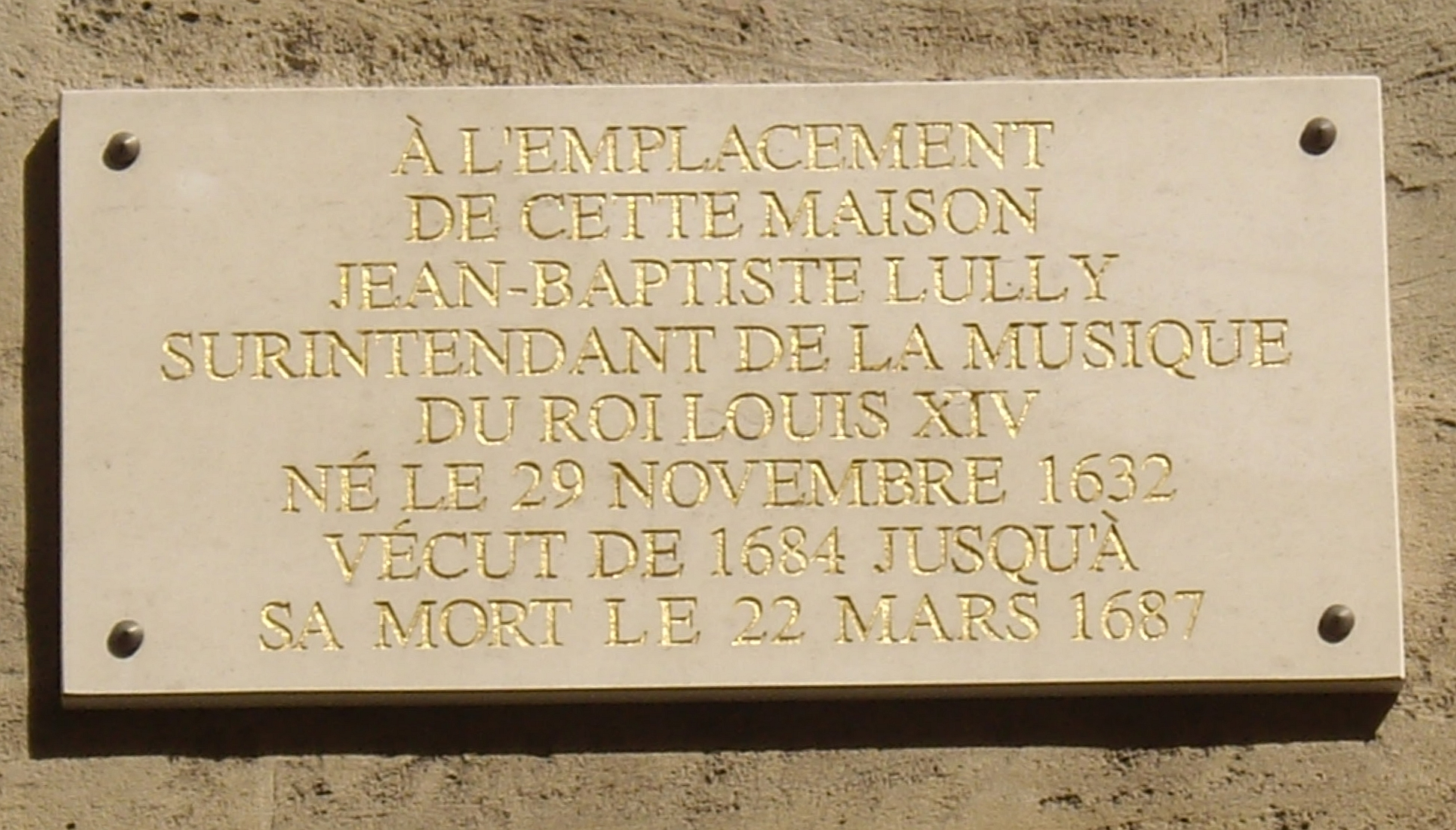
Plaque commémorative.

- No 30 : entrée de la galerie de la Madeleine (autre accès au 9, place de la Madeleine). Les devantures de boutiques datent des années 1840. Une plaque commémorative signale que le professeur André Chantemesse est mort dans cette maison le 24 février 1919.

No 30, galerie de la Madeleine
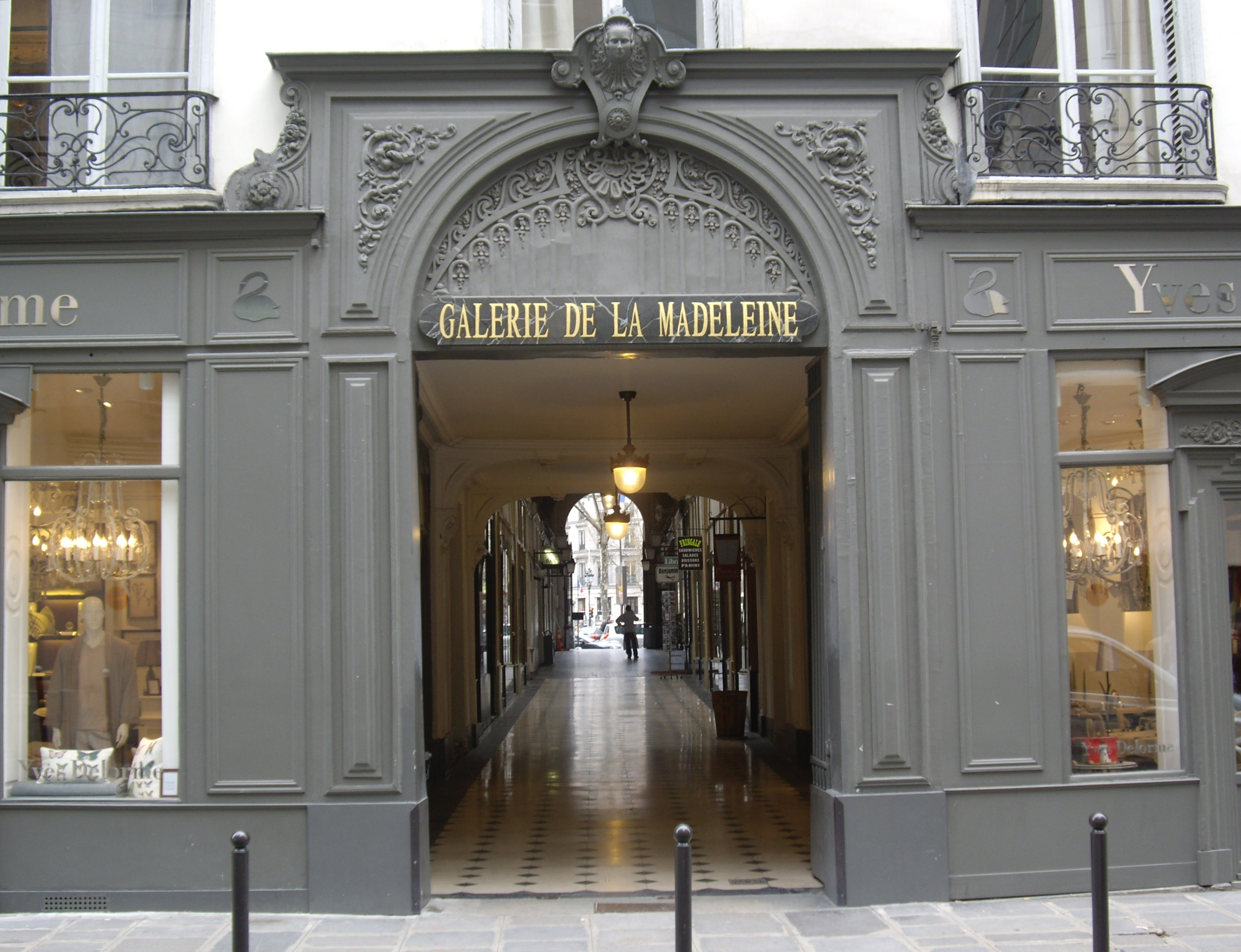
No 30 : entrée, rue Boissy-d'Anglas, de la galerie de la Madeleine.
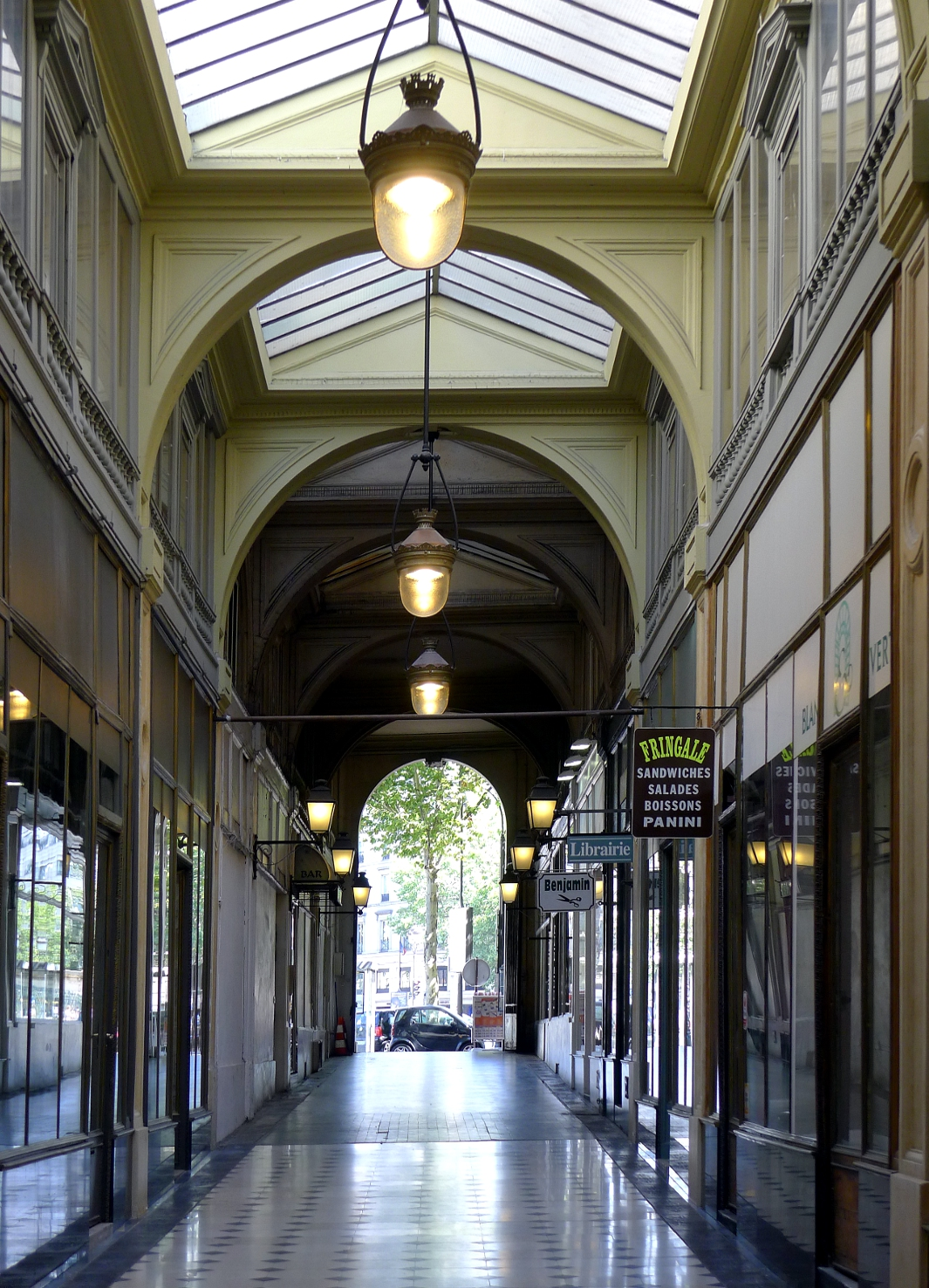
Intérieur de la galerie.

- No 41 : restaurant Tante Louise. Le nom de ce restaurant est un hommage à la cuisinière Louise Blanche Lefeuvre, originaire de Franche-Comté, qui le créa en 1929. Il fut racheté par Bernard Loiseau en août 1998[8].

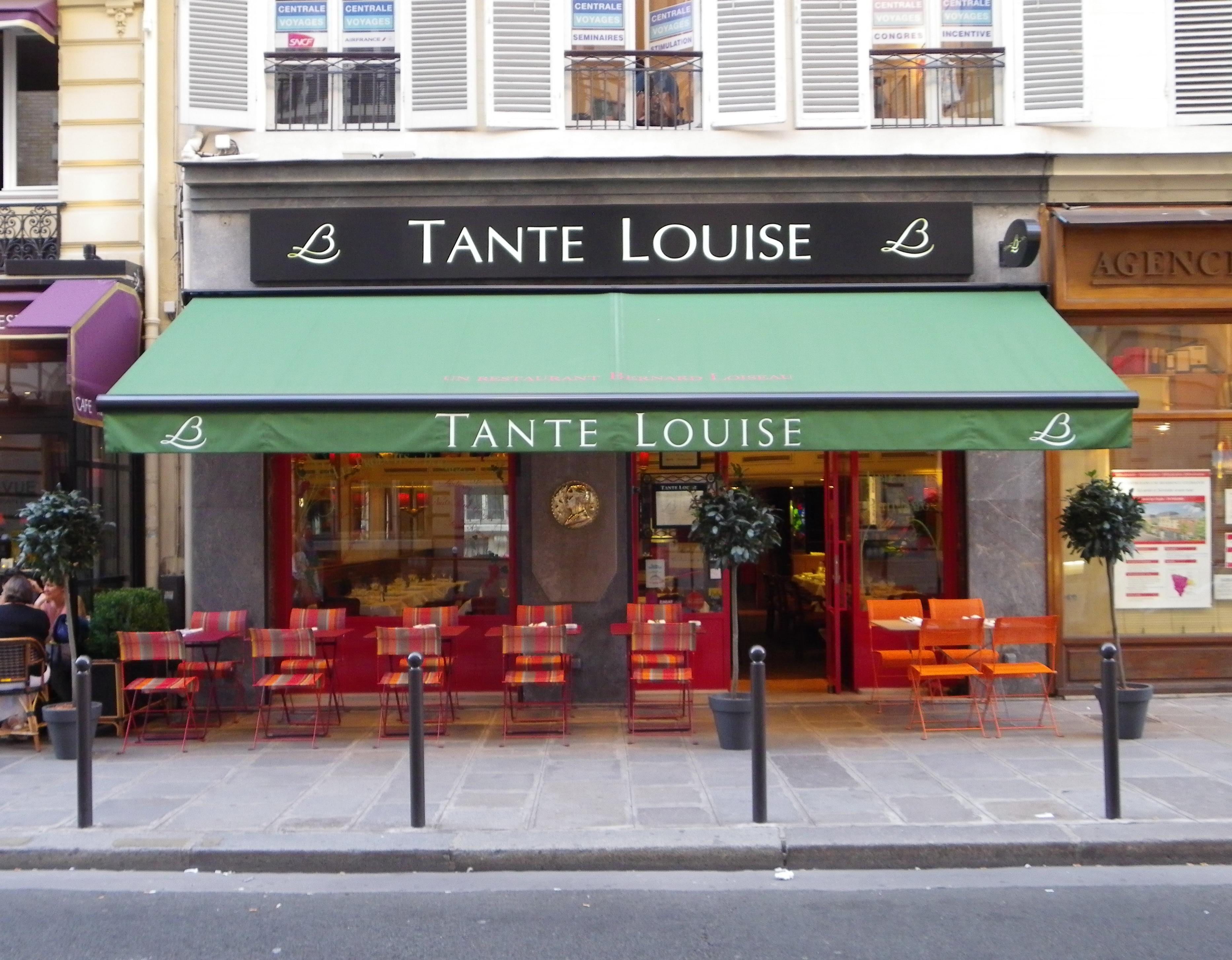
Restaurant Tante Louise au 41, rue Boissy-d'Anglas à Paris.

### Bâtiments détruits
- Nos 1-5 : hôtel Grimod de La Reynière. Cet hôtel particulier construit en 1775 par Jean-Benoît-Vincent Barré pour le fermier général Laurent Grimod de La Reynière (1733-1793) s'élevait jusqu'en 1932 à l'angle de l'avenue Gabriel et de la rue Boissy-d'Anglas. Défiguré par des adjonctions successives, il a été rasé en 1932 et remplacé par un pastiche de style néo-classique édifié entre 1931 et 1933 par les architectes William Delano et Victor Laloux pour abriter l'ambassade des États-Unis en France[réf. nécessaire].
- No 3 : emplacement de la maison qui fut habitée par la veuve du général de La Bédoyère, fusillé en 1815[9].
- No 9 : hôtel de la Trémoille en 1789[9]. Le peintre de chevaux Anselme Lagrenée y est mort du choléra en 1832[réf. nécessaire].
- No 10 : emplacement de l'ancien magasin des marbres de la Couronne[10] et de la maison d'éducation de Mlle Lorphelin (morte en 1848), rivale de Mme Campan. Cette pension très réputée fut transférée rue de Chaillot. Le maréchal Sérurier (1742-1819) vint habiter à cette adresse en 1816 lorsque le gouvernement de l'hôtel royal des Invalides lui fut retiré, puis le maréchal Marmont en 1830, la famille d'Andlau, le comte Pelet de la Lozère en 1841[réf. nécessaire] .
- No 12 : hôtel d'Abrantès, appartenant sous Louis XV, avec une bonne partie des terrains situés de ce côté de la rue de la Bonne-Morue, à Anne-Joseph de Peilhon, trésorier général des bâtiments et manufactures de France, qui s'en était rendu adjudicataire le 4 juin 1755. En 1766, il revendit à la ville de Paris les terrains situés près de la place de la Concorde sur lesquels fut élevé l'hôtel de Crillon. Après Peilhon, l'hôtel passa à son gendre, le marquis de Rochegude (mort en 1790). Le fils de ce dernier en hérita mais l'hôtel fut revendu alors qu'il était encore mineur et adjugé au citoyen Decalogne pour 40 565 livres. Racheté par la liste civile, l'hôtel servit de résidence au général Junot, duc d'Abrantès, qui le fit remanier, faisant notamment ajouter deux colonnes de part et d'autre de la porte cochère. Sa veuve, la duchesse d'Abrantès (1784-1838), y résida et y écrivit ses Mémoires. L'hôtel fut ensuite habité par le prince de Beauvau. Le baron Haussmann y mourut le 11 janvier 1891. Mme Languillet (morte en 1906) en fut ensuite usufruitière. L'hôtel fut démoli en 1911[11].
- No 33 : le cabaret Le Bœuf sur le toit, quittant le no 28, s'installa à cette adresse en 1927 mais il dut déménager dès la saison suivante en raison de la démolition du bel immeuble ancien qui l'abritait à l'entresol. Il s'installa alors rue de Penthièvre[réf. nécessaire].
- No 35 : cité du Retiro.

### Résidents célèbres
- François-Pons de Rosset de Rocozel, bailli de Fleury, ambassadeur de l'ordre de Malte (en 1774, rue de la Madeleine)[réf. nécessaire].
- Charles Gilbert, aéronaute[réf. nécessaire].
- Madeleine Brès, médecin[réf. nécessaire].
- Théodore Botrel, auteur-compositeur, habita au no 21[12].